# Superchunk
Superchunk est un groupe de rock indépendant américain, originaire de Chapel Hill, en Caroline du Nord. Il est composé du chanteur et guitariste Mac McCaughan, du guitariste Jim Wilbur, de la bassiste Laura Ballance et du batteur Jon Wurster. McCaughan et Ballance sont aussi les fondateurs du label indépendant Merge Records.

## Biographie

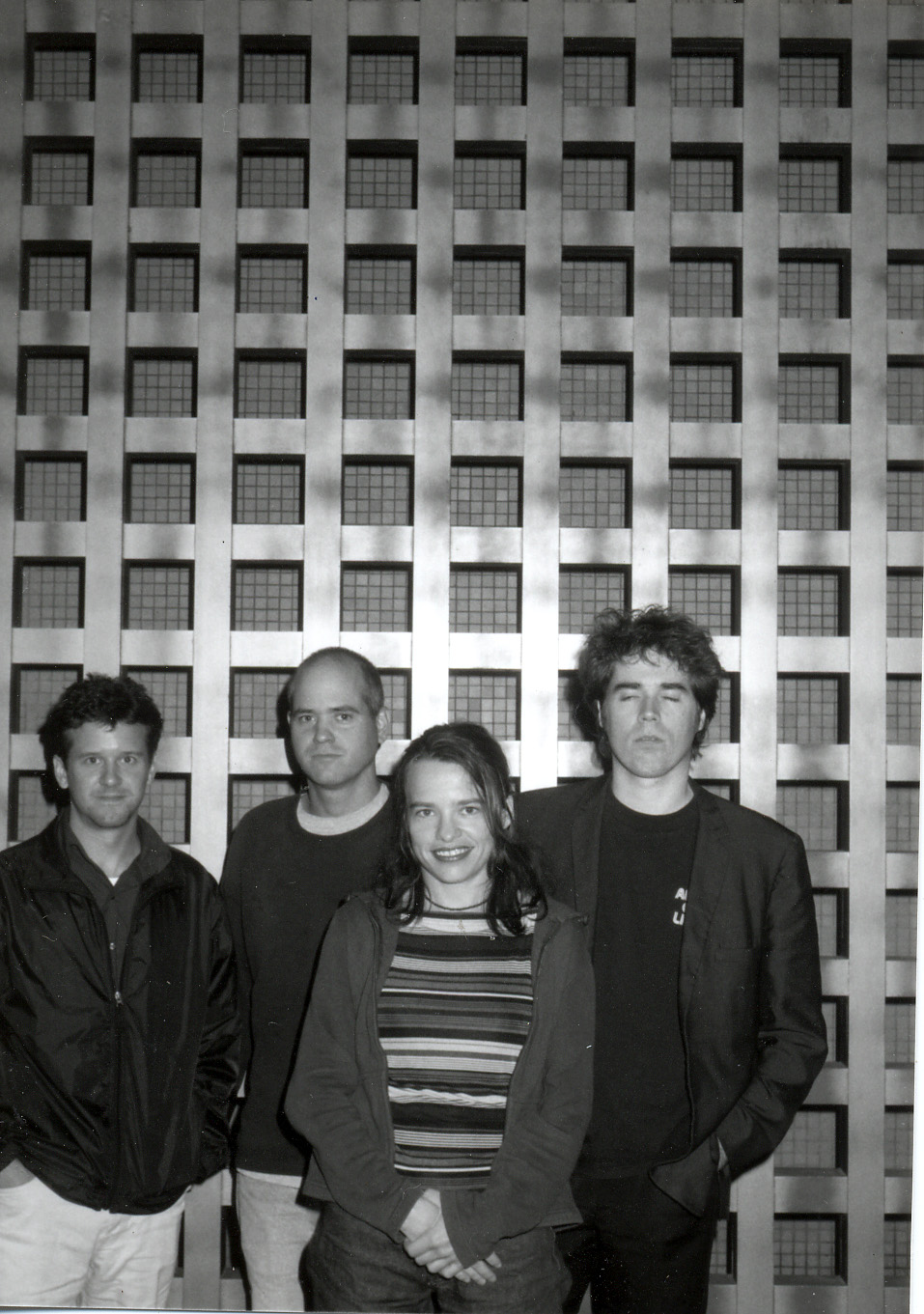
Superchunk à Tokyo, au Japon, le 02 octobre 2001.

Le nom du groupe est attribué d'après le batteur original de la formation, Chuck Garrison, qui recevait souvent du courrier publicitaire où le nom du destinataire, lui-même, était mal orthographié de la façon suivante : « Chunk » Garrison.
Superchunk lance son premier album éponyme en 1990 et se retrouve immédiatement sollicitée par plusieurs maisons de disques. Le groupe choisit de rester sur le label indépendant Matador, où il lance en 1991 son second disque, lui aussi fort bien accueilli par la critique, No Pocky for Kitty. Le groupe devient un emblème de la scène indépendante américaine des années 1990.
Mac McCaughan et Laura Ballance fondèrent Merge Records en 1989, mais Superchunk n'a rien publié sur ce label avant 1992, alors qu'il lançait la compilation Tossing Seeds: Singles 89-91. Depuis On the Mouth en 1993, tous les albums du groupe sont parus sur Merge. Le dernier album studio de Superchunk date de 2001 (Here's to Shutting Up) et le groupe n'est pas apparu sur scène depuis 2003. Mac McCaughan a entre-temps enregistré des albums avec son projet parallèle, Portastatic. Ce dernier projet, qui devait être solo au départ, a évolué pour devenir un groupe à part entière.
En 2006, Superchunk anime un concert pour les dix ans de The Daily Show, un programme sur Comedy Central, à l'Irving Plaza de New York.
En 2007, Superchunk participe à une piste cachée pour la bande-son de Aqua Teen Hunger Force, Misfits and Mistakes, avec le personnage Meatwad au chant. Le 5 juin 2007, Superchunk sort le vinyle Misfits and Mistakes. Le groupe joue aussi deux concerts, le Eff Cancer Benefit de Chicago le 20 juin 2007, et le Pool Parties au McCarren Park Pool de Brooklyn. Superchunk participe au Coachella Valley Music and Arts Festival d'Indio, en Californie, le 18 avril 2009, avec notamment Yeah Yeah Yeahs, The Killers, M.I.A., TV on the Radio, et Band of Horses. Le 7 avril 2009, Superchunk sort l'EP Leaves in the Gutter, leur premier CD en sept ans.
Le 27 juillet 2010, le groupe reprend le morceau In Between Days du groupe The Cure pour AV Club Undercover. Leur neuvième album, Majesty Shredding, est publié le 14 septembre 2010. Le groupe est sélectionné par Jeff Mangum de Neutral Milk Hotel pour jouer au All Tomorrow's Parties en décembre 2011 à Minehead, en Angleterre.
Leur dixième album studio, I Hate Music, est publié le 20 août 2013. Avant sa sortie, Ballance annonce ne pas faire partie de la tournée en soutien à l'album à cause de problèmes empiriques liés à l'hyperacousie. Elle est remplacée par Jason Narducy (ex-Verbow). En novembre 2013, le groupe joue de nouveau au festival All Tomorrow's Parties, à Camber Sands, en Angleterre.
Le 27 février 2016, Superchunk se réunit avec le batteur Chuck Garrison pour jouer Slack Motherfucker à la fin d'un concert de Scharpling and Wurster à Durham. Jon Wurster chante sous le personnage de Philly Boy Roy.

## Discographie

### Albums studio
- 1990 - Superchunk (Matador Records)
- 1991 - No Pocky for Kitty (Matador Records)
- 1993 - On the Mouth (Matador Records)
- 1994 - Foolish (Merge Records)
- 1995 - Here's Where the Strings Come in (Merge Records)
- 1997 - Indoor Living (Merge Records)
- 1999 - Come Pick Me Up (Merge Records)
- 2001 - Here's to Shutting Up (Merge Records)
- 2010 - Majesty Shredding (Merge Records)
- 2013 - I Hate Music (Merge Records)
- 2018 : What a Time to Be Alive (Merge Records)
- 2022 - Wild Loneliness (Merge Records)
- 2025 - Songs in the Key of Yikes (Merge Records)

### Compilations et Albums en public
- 1992 - Tossing Seeds (Singles 89-91) (Merge Records)
- 1995 - Incidental Music 1991-95 (Merge Records)
- 2003 - Cup of Sand (Merge Records) (inclus singles, faces B, raretés, inédits)
- 2019 : AF (Acoustic Foolish) (Merge Records)
- 2023 - Misfits & Mistakes: Singles, B-Sides & Strays 2007-2023 (Merge Records)